# ۱۷۳۵ (میلادی)
۱۷۳۵ (میلادی) هزار و هفتصد و سی و پنجمین سال تقویم میلادی است.

## زادگان
- ۵ سپتامبر – یوهان کریستین باخ، آهنگساز آلمانی (د. ۱۷۸۲)
- ۲۰ سپتامبر – جیمز کیر، شیمی‌دان بریتانیایی (د. ۱۸۲۰)
- ۳۰ اکتبر – جان آدامز، وکیل، سیاست‌مدار، و دیپلمات آمریکایی (د. ۱۸۲۶)